# Bastiments
De Pic de Bastiments (of Pic del Gegant) is een 2881 meter hoge berg in de oostelijke Pyreneeën op de Spaans-Franse grens. De berg vormt de hoogste bergtop van het departement Pyrénées-Orientales dat op de hoofdkam van de Pyreneeën is gelegen. Als men de hoofdkam van de Pyreneeën volgt, vormt de Pic del Gegant de meest oostelijke berg van de Pyreneeën met een relatief grote hoogte. Ten oosten van de Pic del Gegant daalt de gemiddelde hoogte zeer snel naar de Coll d'Ares op 1513 meter. Ten oosten van deze pas er geen bergen meer die hoger zijn dan 1500 meter. Ten noordoosten van Bastiments ligt het massief van de Canigou, enigszins geïsoleerd van de rest van de Pyreneeën door de diepe vallei van de Tech. Als men de hoofdkam, die hier samenloopt met de staatsgrens, volgt naar het westen komt men via de Coll del Finestrelles (2604 m) uit bij de Puigmal (2910 m), de hoogste berg van de omgeving.
De noordflank van de Bastiments behoort tot het stroomgebied van de Têt; de zuidflank stroomt af naar de Ter. De top is het gemakkelijkste te beklimmen vanuit het zuidoosten (vallei van de Ter vanuit Camprodon) of zuidwesten (vallei van Ribes).

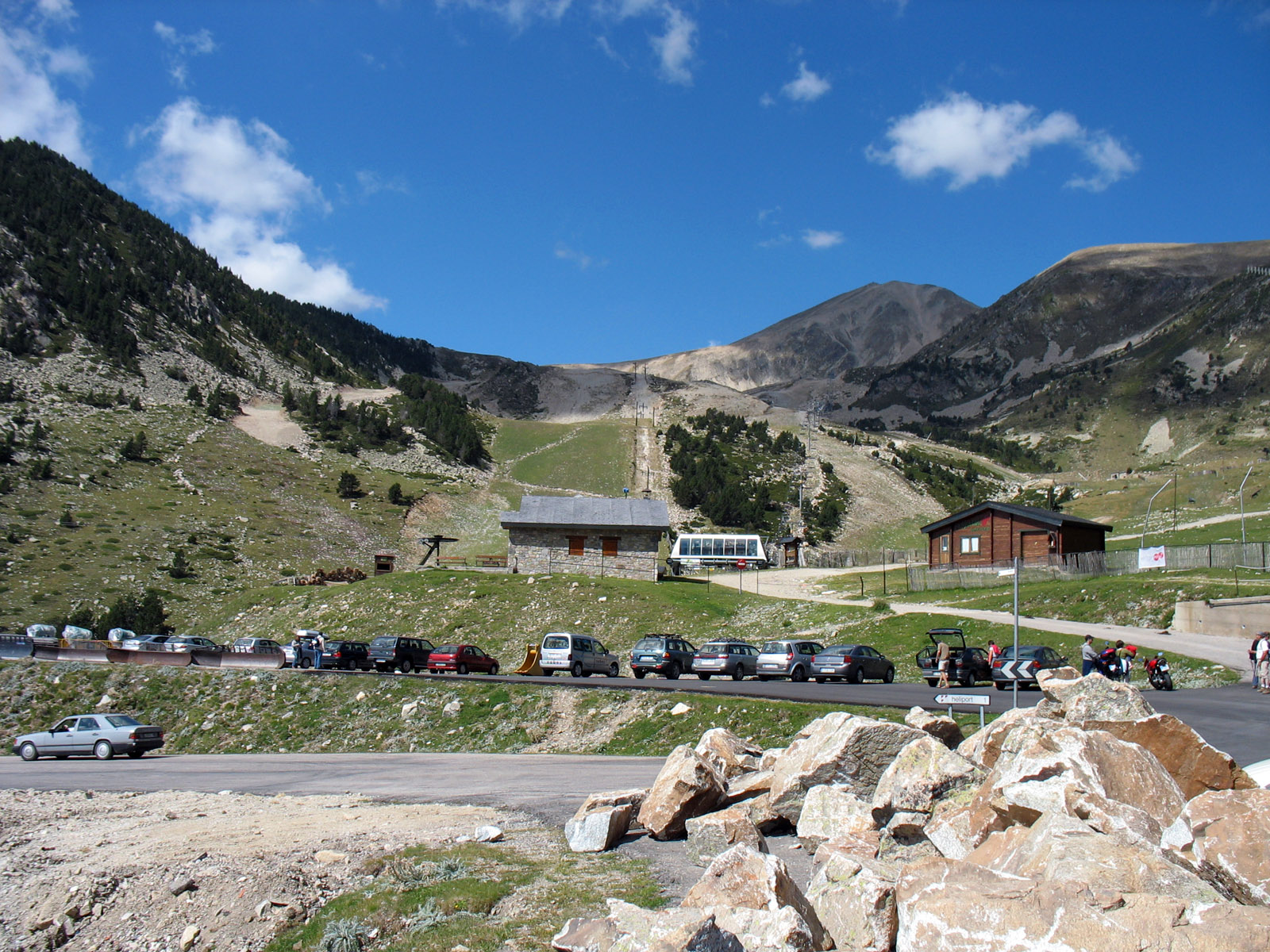
Skigebied Vallter 2000 (vallei van de Ter) met Bastiments op de achtergrond